# La Poly Normande 2004
La Poly Normande 2004, ventiquattresima edizione della corsa e valida come evento UCI categoria 1.3, si svolse il 1º agosto 2004 su un percorso totale di 157 km. Fu vinta dal francese Sylvain Chavanel che terminò la gara in 3h40'34", alla media di 42,708 km/h.

## Ordine d'arrivo (Top 10)
| Pos. | Corridore           | Squadra         | Tempo    |
| ---- | ------------------- | --------------- | -------- |
| 1    | Sylvain Chavanel    | La Boulangère   | 3h40'34" |
| 2    | Guido Trentin       | Cofidis         | s.t.     |
| 3    | Christophe Oriol    | AG2R Prév.      | a 43"    |
| 4    | Björn Leukemans     | Mr Bookmaker    | a 1'10"  |
| 5    | Jérôme Pineau       | La Boulangère   | s.t.     |
| 6    | Éric Leblacher      | Crédit Agricole | a 1'55"  |
| 7    | Frédéric Gabriel    | Mr Bookmaker    | a 2'15"  |
| 8    | Pierrick Fédrigo    | Crédit Agricole | a 2'55"  |
| 9    | Franck Renier       | La Boulangère   | s.t.     |
| 10   | Christophe Le Mével | Crédit Agricole | a 4'10"  |